# غاريقون عصوي
غاريقون عصوي (الاسم العلمي: Agaricus virgatus) هو نوع الفطريات يتبع جنس الغاريقون من الفصيلة الغاريقونية.